# Xinhe (köpinghuvudort i Kina, Zhejiang Sheng, lat 28,48, long 121,45)
Xinhe (kinesiska: Hsin-ho-so-ch’eng, 新河, 新河镇) är en köpinghuvudort i Kina. Den ligger i provinsen Zhejiang, i den östra delen av landet, omkring 230 kilometer sydost om provinshuvudstaden Hangzhou. Antalet invånare är 108 326. Befolkningen består av 52 729 kvinnor och 55 597 män. Barn under 15 år utgör 13,0 %, vuxna 15-64 år 73 %, och äldre över 65 år 12,0 %.
Närmaste större samhälle är Luqiao, 13,3 km nordväst om Xinhe. Trakten runt Xinhe består till största delen av jordbruksmark.
Genomsnittlig årsnederbörd är 2 153 millimeter. Den regnigaste månaden är juni, med i genomsnitt 331 mm nederbörd, och den torraste är januari, med 72 mm nederbörd.